# Aristolochia cauliflora
Aristolochia cauliflora é uma espécie de planta trepadeira da família das aristoloquiáceas conhecida popularmente como ué-cá(Rio Solimões) e Sangue-de-Cristo (Pará).
A planta está descrita na Flora Brasiliensis de Martius..